# Éfira (biología)

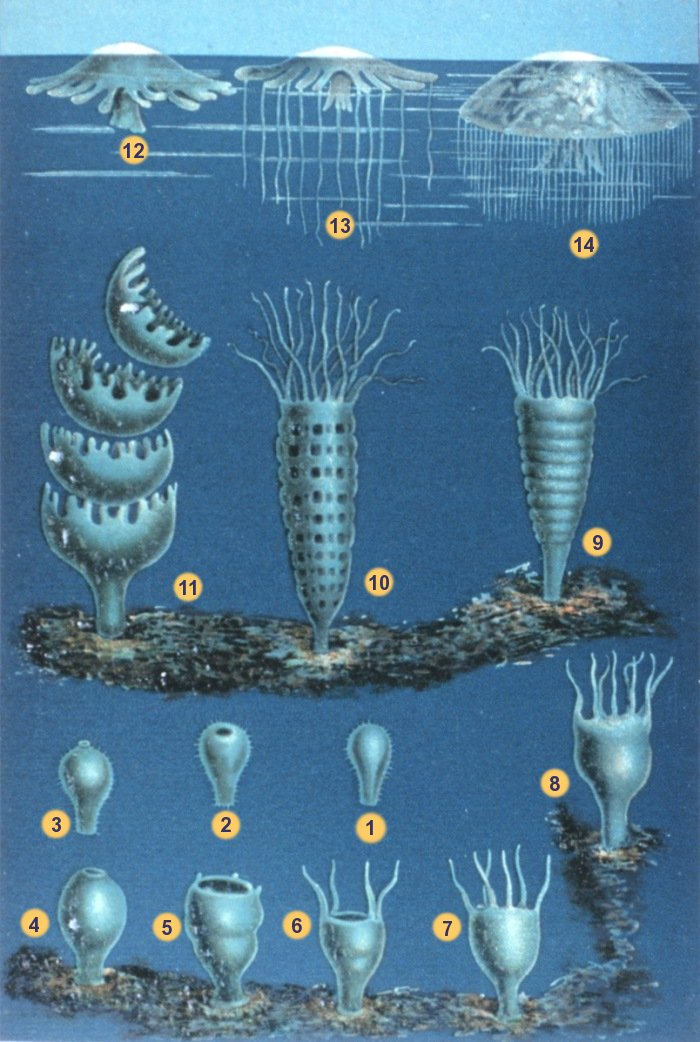
Ciclo biológico de los escifozoos.1-8: fijación y metamorfosis de la larva plánula para originar un escifistoma; 9-10: estrobilación del escifistoma; 11: liberación de las éfiras; 12-14: transformación de la éfira en una medusa adulta.

Las éfiras son las medusas jóvenes de los escifozoos, una clase del filo de los cnidarios. Tienen forma circular con ocho lóbulos.
Los pólipos de los escifozoos, llamados escifistomas, son pequeños e inconspicuos, y sufren un tipo especial de reproducción asexual llamado estrobilación, que consiste en una fisión transversal mediante el cual se van liberando pequeñas medusas llamadas éfiras; en esta etapa los escifopólipos se denominan estróbilos. Tras este período reproductivo, reanudan su vida como escifistomas hasta el siguiente año, en que se repite el proceso.
En unos meses, las jóvenes éfiras se habrán transformado en medusas adultas que llevarán a cabo la reproducción sexual, tras la cual se forma una larva plánula que tras fijarse en el sustrato, sufrirá una metamorfosis y originará un nuevo escifistoma.
Este ciclo básico sufre modificaciones diversas. En algunas Semaeostomeae el escifistoma queda incluido en quistes dentro del progenitor, eludiendo así la fase sésil; algunos géneros de Coronatae carecen de escifistoma y del huevo se desarrolla directamente una medusa adulta.

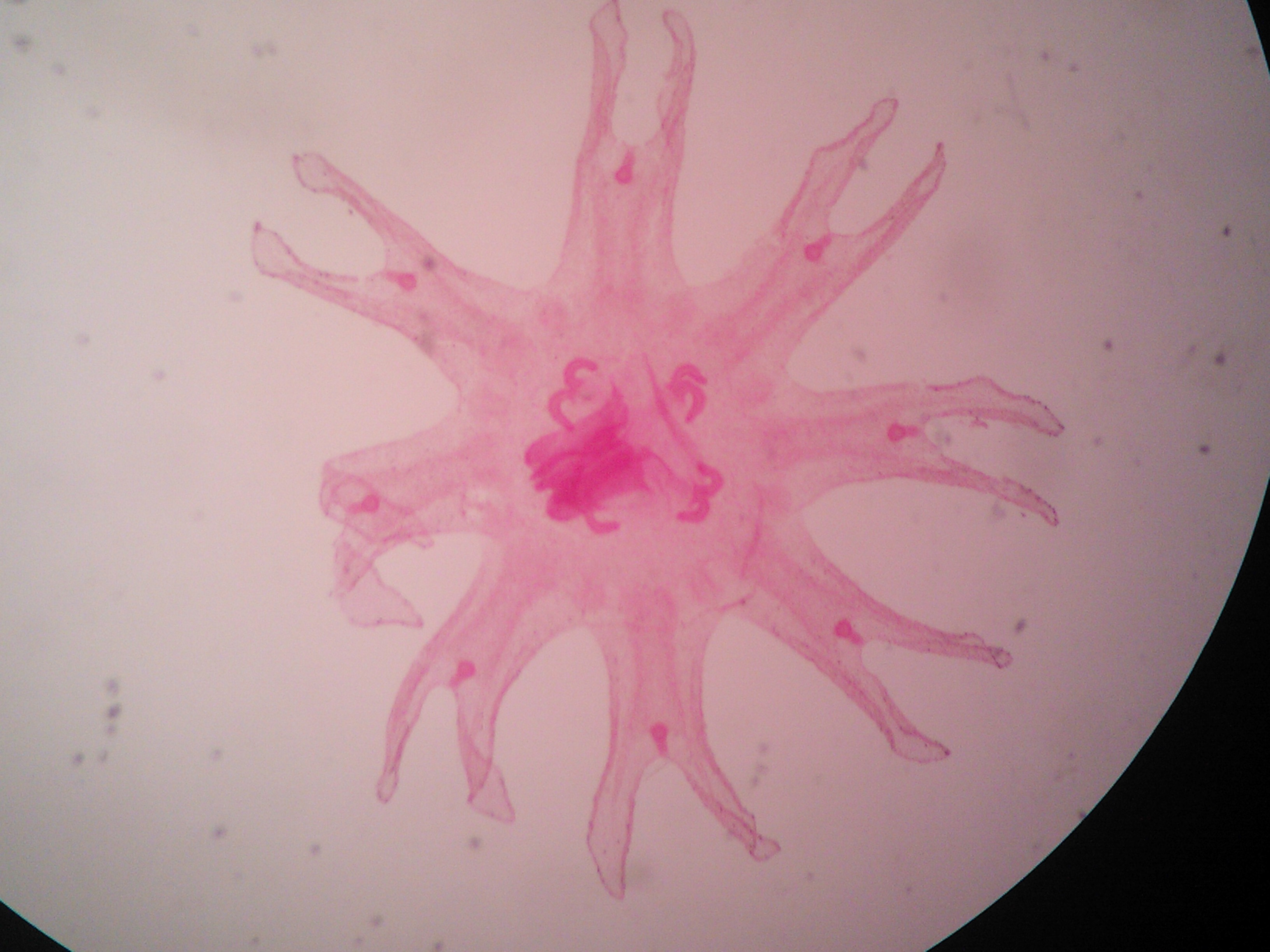
Micrografía de una éfira.